# Te decet laus
La Te decet laus est une brève hymne religieuse dont le texte figure dans les Constitutions apostoliques dès le IVe siècle. Il s'agit d'une louange dédiée à la Trinité, à savoir doxologie.

## Texte
| latin | français |
| --- | --- |
| Te decet laus, te decet hymnus ; tibi gloria Deo Patri, et Filio, cum Sancto Spiritu in sæcula sæculorum. Amen,. | À vous revient la louange, à vous convient l'hymne ; à vous gloire, à Dieu le Père, et au Fils, et au Saint-Esprit, dans tous les siècles des siècles. Ainsi soit-il. |

Il s'agit de l'une des seules trois hymnes anciennes, qui furent composées en prose dans la tradition de l'Église catholique, avec la Gloria in excelsis Deo et la Te Deum, à la différence des hymnes versifiées, qui demeurent aujourd'hui largement en usage. 

## Partition
Il existe, historiquement, deux versions, la mélodie grégorienne authentique et une version néo-grégorienne, qui fut tardivement composée par les Mauristes. Toutes les deux se trouvent :
1. Dom Joseph Pothier, Revue du chant grégorien, 21e année, n° 6, p. 161 (1913) [partition en ligne]
2. Abbaye Saint-Pierre de Solesmes, Cantus selecti, p. 257 (1957) [partition en ligne] (voir n° 222 et 223 à droite)

## Historique

### Origine
Attribuée auparavant à saint Benoît de Nursie († 547), l'origine de cette hymne se trouve en fait dans les Constitutions apostoliques en grec, éditées au IVe siècle (livre VII, 48.3, Soi prepei ainos, soi prepei hymnos, soi doxa prepei... (Te decet laus),). Ce cantique était réservé à la célébration du soir ou des vigiles. Il semble que cela fût saint Benoît qui effectua la traduction en latin.
- Constitutions apostoliques en grec : livre VII, 48.3 [lire en ligne] (après “ — ”)

L'hymne grecque serait elle-même originaire de la liturgie synagogale du matin de Chabbat.

### Règle de saint Benoît
L'usage de cette hymne était précisé avec la règle de saint Benoît (vers 530) dans laquelle l'hymne Te decet laus sert de la conclusion de l'office solennel des vigiles (matines) du dimanche et des fêtes, à la suite de la lecture de l'Évangile et juste avant l'oraison de jour, puis l'office de laudes :

« Après le quatrième répons commencera l'hymne Te Deum laudamus, laquelle étant terminée, l'abbé lira la leçon de l'Évangile, tous se tenant debout avec respect et crainte religieuse, et à la fin tous répondront Amen. Et aussitôt l'abbé entonnera l'hymne Te decet laus. Et la bénédiction donnée, ils commenceront l'office du matin.
(chapitre XI : Comment célébrer les vigiles du dimanche)
Aux fêtes des saints et à toutes les solennités, on fera cet office comme nous l'avons réglé pour le dimanche.
(chapitre XIV : Comment doit se faire l'office de nuit aux fêtes de saints) »

Il s'agit du premier témoignage que cette hymne fût utilisée en latin.
Un manuscrit tardif était un témoin de cet usage. Le Bamberg KB44 contient le Te Deum qui est suivi de la Te decet laus. Ce manuscrit fut copié en 909 à l'abbaye de Saint-Gall, exactement bénédictine, puis octroyé à l'empereur Otton Ier lors de sa visite en 972. Ensuite, en qualité de fondateur, Henri II l'accorda à la cathédrale Saint-Pierre-et-Saint-Georges de Bamberg, consacrée en 1012. Or, il n'est pas certain que cette hymne fût en usage dans cette cathédrale qui n'était pas un monastère.

### Œuvre de Pierre de La Rue
Hymne chantée aux monastères, il manquait toujours de composition en polyphonie. La bibliothèque nationale de France catalogue pourtant une pièce à cinq voix dans le répertoire de Pierre de La Rue († 1518). Il s'agit de l'œuvre dans le manuscrit Cappella Sistina 36, folios 14v - 15r, auprès de la Bibliothèque apostolique vaticane [manuscrit en ligne]. Le manuscrit fut publié entre 1513 et 1521, avec une excellente qualité d'impression. Ces folios suivent sa messe Ave sanctissima Maria à six voix, qui fut identifiée grâce à d'autres manuscrits. Il est à remarquer que le texte de cette hymne eût été, en entier, imprimé en rouge, ce qui reste unique dans ce manuscrit, avec une rubrique Loro deo gratias. Cette dernière indique la conclusion Deo gratias de la messe précédente, dédiée à la Sainte Marie. Vraiment unique, encore faut-il que l'œuvre soit examinée. La musicologue Christiane Wiesenfeldt proposait en effet trois hypothèses possibles, un motet, un morceau de la messe ou un Agnus Dei masqué.

### Version néo-grégorienne
Dans les livres de chant publiés, on trouve deux versions différentes de l'hymne Te decet laus. En fait, la deuxième est une adaptation tardive, qui fut effectuée au XVIIe siècle par des moines des Mauristes,. Dom Joseph Pothier analysait cette deuxième version en comparaison de la première, celles qui devirent en concurrence. Dans le contexte de la grammaire musicale du chant grégorien, la marche de deux compositions demeure, selon lui, parallèle : accorder l'accent tonique du texte au mouvement mélodique est respecté tant dans la première que dans la secondaire. Toutefois, alors que l'ancienne hymne garde toujours l'unité de mouvement mélodique, dans l'adaptation cette continuité de la mélodie fut perdue, ce qui crée un plus fort élan. Par conséquent, la deuxième ne respecte plus l'ambitus en octave, lequel est adapté à la notation en quatre ligne. Cette irrégularité a besoin de la notation en cinq lignes, qui est en usage de nos jours.   
Par ailleurs, cette nouvelle version signifie qu'à cette époque-là, l'hymne était encore souvent utilisée aux monastères. Cela favorisait la composition de cette version néo-grégorienne. D'une part, la Te decet laus était mentionnée par des moines bénédictins de cette congrégation de Saint-Maur, dans le livre publié en 1740. Il s'agissait d'une biographie d'un moine de l'abbaye de Saint-Riquier, un certain Michon du IXe siècle : « En parlant de l'hymne de S. Ambroise, dont la Règle de S. Benoît fait mention, il dit que c'est le Te decet laus, &c. qu'on chante à la fin de l'Évangile, qui finit l'office de Matines, suivant la même Règle. » En ce qui concerne cette règle de saint Benoît, d'autre part elle était toujours respectée dans La règle du B. Père S. Benoist avec les déclarations sur icelle, pour la Congrégation de Saint Maur (1701) . En bref, l'hymne Te decet laus restait sans interruption dans la tradition monastique, plus particulièrement bénédictine.

### Composition musicale
Le compositeur allemand Carl Leibl donna mélodie en polyphonie, en faveur de l'offertoire dans la messe, à un texte Te decet laus et honor, Domine. Le texte serait issu du psaume 65, verset 2 (Te decet hymnus, Deus in Sion) qui est utilisé pour l'introït du requiem, ou une variante de l'hymne Te decet laus. Quoi qu'il en soit, cette œuvre, chantée par quatre solistes et accompagnée de l'orchestre et de l'orgue, fut composée pour la cathédrale de Cologne à laquelle il était en fonction.

### Réforme liturgique de Pie X
Si le chant grégorien devint officiel à la suite de la réforme du pape saint Pie X à partir de 1903, cette hymne fut presque oubliée. Si Dom Joseph Pothier publia, à la fin de sa carrière, un article dans la Revue du chant grégorien en 1913, l'analyse se consacrait singulièrement sur le texte latin. Pour l'usage, l'abbaye Saint-Pierre de Solesmes publia en 1957 les deux versions dans le Cantus selecti, à la fin de cette réforme liturgique. La réforme suivante selon le concile Vatican II ne donne aucun usage officiel.

### Usage actuel
Il s'agit surtout d'une pièce historique, en tant que doxologie. Elle est facultative, et à l'exception d'auprès des monastères, presque hors d'usage. Ni publication ni présentation récente ne fut enregistrée. Les études non plus, mais exceptionnellement Michel Huglo, ancien moine de Solesmes, l'examinait dans son livre sorti en 2005. Sauf la Gloria et la Te Deum, le concile Vatican II favorisait les hymnes versifiées que les fidèles peuvent mémoriser et pratiquer plus facilement.

## Mise en musique
Il existe peu de composition en polyphonie.

### À la Renaissance
- Pierre de La Rue (vers 1460 - † 1518) : motet à 5 voix avec gloria[13]

### Musique classique
- Carl Leibl (1784 - † 1870) : offertoire Te decet laus et honor pour 4 solistes, orchestre et orgue[22],[23] [texte : Te decet laus et honor, Domine]

### Musique contemporaine
- Kevin Allen (19... - ) : motet à 3 voix égales, dans le recueil Motecta Trium Vocum, n° 10 (2013)[24],[25]